# 富山 (豊根村)
富山（とみやま）は愛知県北設楽郡豊根村の大字。

## 地理
豊根村の北東約3分の1を占め、愛知県の北東端の大字になる。また、静岡県、長野県との境界を持っている。町域内に小字が置かれるが丁番は持たない。

### 河川
- 天竜川
- 漆島川

### 湖沼
- 佐久間湖
  - 佐久間ダム

### 字
| - 字足澤（あしざわ） - 字アジメ（あじめ） - 字洗澤（あらいざわ） - 字筏場（いかだば） - 字池後（いけご） - 字市原（いちはら） - 字市原下（いちはらしも） - 字上山中（うえやまなか） - 字漆島（うるしじま） - 字大尾（おお） - 字大久保（おおくぼ） - 字大澤（おおさわ） - 字大谷（おおたに） - 字大谷下（おおたにしも） - 字大沼（おおぬま） - 字大平（おおひら） - 字押出（おしで） - 字鹿塩（かしお） - 字川上（かわかみ） | - 字雲母石（きららいし） - 字霧石（きりいし） - 字熊打（くまうち） - 字河内（こうち） - 字下手（したで） - 字下崎（しもざき） - 字下モ平（しもだいら） - 字下栃（しもどち） - 字下山中（しもやまなか） - 字正森（しょうもり） - 字瀬戸（せと） - 字鷹取（たかとり） - 字田氣布（たきよう） - 字手澤（てざわ） - 字兎鹿ノ平（とかのひら） - 字栃澤（とちざわ） - 字戸津原（とっぱら） - 字ト子井（とねい） - 字中澤（なかさわ） | - 字中島（なかじま） - 字中野甲（なかのこう） - 字中道（なかみち） - 字苦水（にがみず） - 字西又（にしまた） - 字東又（ひがしまた） - 字久原（ひさはら） - 字平澤（ひらさわ） - 字廣川原（ひろかわら） - 字保気（ほき） - 字細畑（ほそばた） - 字堀（ほり） - 字松船（まつふね） - 字水ノ久保（みずのくぼ） - 字向山（むかいやま） - 字八嶽（やたけ） - 字山下（やました） - 字湯野島（ゆのしま） - 字上手（わで） |

## 歴史
北設楽郡富山村を前身とする。

## 世帯数と人口
2015年（平成27年）10月1日現在の世帯数と人口は以下の通りである。人口減少と少子高齢化が進んでおり、2024年1月時点で人口は56人、15歳以下の年少人口に至っては0人となっている。
| 大字 | 世帯数 | 人口 |
| ---- | ------ | ---- |
| 富山 | 44世帯 | 83人 |

### 人口の変遷
国勢調査による人口の推移
| 2010年（平成22年） | 140人 | [ 7 ] |  |
| 2015年（平成27年） | 83人  | [ 2 ] |  |

## 交通
- 長野県道・愛知県道・静岡県道1号飯田富山佐久間線
- 愛知県道426号・静岡県道287号津具大嵐停車場線

## 施設
- 豊根村立富山小学校・豊根村立富山中学校（2015年3月閉校[8]）
- バンガロー村「古里とみやま」
- 生涯学習・みんなの森大学
- 湯の島温泉

## 学区
村立小・中学校に通う場合、学区は以下の通りとなる。また、愛知県立高等学校全日制普通科に通う場合の学区は以下の通りとなる。
| 町丁     | 番・番地等 | 小学校             | 中学校             | 高等学校 |
| -------- | ---------- | ------------------ | ------------------ | -------- |
| 大字富山 | 全域       | 豊根村立豊根小学校 | 豊根村立豊根中学校 | 三河学区 |

## その他

### 日本郵便
- 郵便番号 : 431-4121[3]（集配局：水窪郵便局[10]）。集配業務は豊根村内でも当地域のみ浜松市の浜松西郵便局（郵便番号上2桁が43）を地域区分局とし、天竜郵便局で集配を行う水窪郵便局の管轄となっている。

## 関連事項
- 富山

## 参考資料
- 「角川日本地名大辞典」編纂委員会 編『角川日本地名大辞典 23 愛知県』角川書店、1989年3月8日。ISBN 4-04-001230-5。
- 有限会社平凡社地方資料センター 編『日本歴史地名体系第23巻 愛知県の地名』平凡社、1981年。ISBN 4-582-49023-9。